# Benedikt Willert
Benedikt Willert (* 2. Juni 2001 in Forchheim) ist ein deutscher Fußballtorwart. 

## Karriere
Willert begann bei der DJK/SpVgg Effeltrich mit dem Fußballspielen, anfangs noch als Stürmer. Nachdem er als Neunjähriger zum FSV Erlangen-Bruck gewechselt war, vertrat er seinen verhinderten Mannschaftskameraden im Tor der U11 bei einem Turnier in München und verblieb fortan auf dieser Position. Unter Jugendtrainerin Simone Vogler, zu der er auch nach seiner Juniorenzeit noch Kontakt hielt, erhielt er mehrfach Auszeichnungen als bester Torwart.
Gemeinsam mit seinem Torwarttrainer Christian Krüger wechselte Willert im Sommer 2015 in das Nachwuchsleistungszentrum des 1. FC Nürnberg, für dessen A- und B-Junioren er fortan spielte. Zur Saison 2019–21 wurde er in den Kader der Regionalligamannschaft integriert, in der er sich mit Jonas Wendlinger im Tor abwechselte. 
Am 12. Spieltag der parallel stattfindenden Zweitligasaison gab Willert sein Debüt für die erste Mannschaft, nachdem nach Stammtorhüter Christian Mathenia auch dessen Vertreter Andreas Lukse und Patric Klandt sowie sein U21-Mitspieler Wendlinger verletzungsbedingt ausgefallen waren. Im letzten Spiel unter dem anschließend entlassenen Cheftrainer Damir Canadi musste der 18-Jährige dreimal hinter sich greifen. Ab dem 14. Spieltag wurde er dann durch den erfahreneren und zwischenzeitlich verpflichteten Felix Dornebusch ersetzt. 
Willert verließ Nürnberg im Sommer 2022, wegen einer schweren Hüftverletzung war er in seiner letzten Saison nicht mehr zum Einsatz gekommen. Im August 2022 schloss er sich dem mittelfränkischen Bezirksligisten DJK-SC Oesdorf an.